# 尾上桃華
尾上 桃華（おのえ とうか、1898年4月3日 - 1953年9月26日）は、日本の俳優である。本名は石田 常吉（いしだ つねきち）。日活大将軍撮影所、新東宝等で、尾上華丈と共に長く活躍した名脇役の一人である。身長は5尺1寸（約154.5センチメートル）、体重は13貫200匁（約49.5キログラム）、後に13貫300匁（約49.9キログラム）となる。

## 来歴・人物
1898年（明治31年）4月3日、大阪府大阪市に生まれる。1956年（昭和31年）3月に発行された『キネマ旬報』によれば、生年月日は上記の通りだが、出生地は兵庫県姫路市である旨が記されている。正確な年月日は不明だが、地元大阪の俳優である市川團若の弟子となり、各劇団を巡業するが、間も無く團若は死去。
1925年（大正14年）、尾上松之助（1875年 - 1926年）の門弟となり、日活大将軍撮影所に入社、とされている。1929年に発行された『日本映画俳優名鑑 昭和五年版』（映画世界社）によれば、日活京都撮影所に入社としており、日本映画データベースにおいても、桃華が出演している最古の作品は同年1月5日に公開された同所製作の池田富保監督映画『白藤権八郎 前篇 鍛錬の巻』である。以後、戦時中までどんな役でも器用にこなす貴重な脇役として、松之助主演映画を始め非常に多くの作品に出演した。また、同社に在籍していた尾上華丈（1898年 - 1969年）等と共に「池田富保一家」とも呼ばれ、池田は怒りやすい性格だったため、撮影中によくしかられていたという。
1979年（昭和54年）に発行された『日本映画俳優全集 男優篇』（キネマ旬報社）や、1998年（平成10年）に発行された『芸能人物事典 明治大正昭和』（日外アソシエーツ）は、終戦後の来歴は述べられておらず、没年不詳とするが、実際には、1949年（昭和24年）頃から新東宝で映画界に復帰しており、日本映画データベースにおいても出演作品が確認できる。ところが、1951年（昭和26年）に公開された並木鏡太郎監督映画『唐手三四郎』に出演して以降の出演作品が見当たらないが、映画評論家の岸松雄（1906年 - 1985年）によれば、桃華は黒澤明監督映画『七人の侍』に出演予定であったが、出演は叶わず、1953年（昭和28年）9月26日に急逝したという旨の記述がなされている。満55歳没。